# Rio Botã
O rio Botã (em turco: Botan Çayı[a], Botan Suyu, ou Uluçay; em curdo: Çemê Botanê; em siríaco: ܒܵܘܗܬܵܢ ܨܘܼ‎; romaniz.: bō(h)tān ṣū), Jerme (em armênio: Ջերմ; romaniz.: J̌erm), Centrites (em grego: Κεντρίτης; romaniz.: Kentrítēs), Zerbis ou Zirmas (Ζιρμάς) está localizado na província de Sirte, no sudeste da Turquia.

## Geografia
O Botã se origina sob o nome Chataque (Çatak) nas altas montanhas ao redor do planalto de Norduz, perto da fronteira entre Vã e Cacari, e flui para o oeste antes de virar para o noroeste. O rio formou um cânion em seu caminho. A diferença de altitude entre o vale e o topo das montanhas atinge cerca de mil metros (3 300 pés). Se une ao Buiuquedere (Büyükdere) em Chucurca, perto de Pervari, na província de Sirte, após o qual é chamado de Botã (Uluchai). Flui para o oeste a leste de Aidenlar e Sirte e atinge a localidade de Bostanjeque. Aqui, os rios Zorava e Bitlisse se juntam ao Botã. Finalmente, em Chatepe, na província de Sirte, se junta ao rio Tigre, após o qual o Tigre faz uma curva acentuada ao sul.
A vazão do Botã da primavera até meados do verão é em média de 100–300 metros cúbicos por segundo (3 500–11 000 pés cúbicos por segundo), enquanto atinge em abril e junho cerca de 400–600 metros cúbicos por segundo (14–21 mil pés cúbicos por segundo), e em maio atinge o pico em cerca de 700–1 000 metros cúbicos por segundo (25–35 mil pés cúbicos por segundo) e às vezes mais. Nesta época, parece muito maior do que o Tigre. No final do verão ou no outono, sua profundidade não é menor que um metro (3,3 pés), e sua vazão não é menor que cerca de 60–80 metros cúbicos por segundo (2 100-2 800 pés cúbicos por segundo). A travessia só é possível de barco. O rio corre em vales estreitos, profundos e íngremes. As terras baixas são raras em seu caminho, impedindo seu uso para irrigação.

## Represas
Com o propósito de construir usinas hidrelétricas, estudos foram realizados em vários lugares no rio. Sete represas de diferentes tamanhos estão planejadas, construídas ou em construção no Botã. A primeira represa e usina hidrelétrica logo abaixo do distrito de Aidenlar (Tilo) foi concluída. Oficialmente chamada de "Represa de Alcunru", também é chamada localmente de "Represa de Tilo" devido ao nome nativo do distrito. É uma represa de enrocamento de 110 metros de altura (360 pés) com capacidade instalada de 222 MW. A quantidade de energia a ser gerada é de 812 GWh, dos quais 350 GWh são energia firme. A vazão média anual é de 129 metros cúbicos por segundo (4 600 pés cúbicos por segundo). A jusante da represa de Alcunru está a Represa de Quirazleque para regular suas vazões e produzir energia hidrelétrica; uma capacidade instalada de 45 MW. A represa de Chetine, que está atualmente em construção, terá uma capacidade de energia de 405 MW. O valor total do investimento para o projeto é esperado em aproximadamente US$ 450 milhões.